# Ga Gusan
Ga Gusan là ga đường sắt trên Tuyến 6 của Tàu điện ngầm Seoul nằm ở Gusan-dong, Eunpyeong-gu, Seoul. Nhà ga này là một phần của đường một chiều Tuyến 6 hay gọi là vòng lặp Eungam.

## Bố trí ga
| ↑ Eungam     |
|              |
| ↑ Yeonsinnae |

| Vòng tròn | ● Tuyến 6 | Hướng đi Eungam · Digital Media City · Công viên Hyochang · Sinnae → |

## Lối thoát
- Lối thoát 3: Chợ Gusan